# Cephalota elegans
Espèce
Synonymes
Cicindela elegans Fischer von Waldheim, 1824
Cephalota elegans est une espèce de coléoptères de la famille des Carabidae, de la sous-famille des Cicindelinae, de la tribu des Cicindelini et de la sous-tribu des Cicindelina.

## Sous-espèces
Cephalota elegans brunnea (Putchkov, 1993) - Ukraine

Cephalota elegans elegans (Fischer von Waldheim, 1824) 

Cephalota elegans stigmatophora (Fischer von Waldheim, 1825) - S. Ukraine